# 何代钦
何代钦（1960年11月—），福建福清人，中国共产党党员，中华人民共和国政治人物。研究生毕业于中央党校。曾担任中共罗源县委书记、罗源县县长、福建工程学院党委书记等职务，以及闽江学院党委书记、研究员。

## 生平
何代钦为福建福清人，研究生毕业于中央党校。1986年7月参加工作。1995年3月步入政坛，担任正科级职务。
1998年8月，担任中共永泰县委常委兼组织部部长。2002年7月，担任中共永泰县委副书记兼组织部部长，后改兼政法委书记。2004年11月，调任中共福州市委组织部副部长。2007年6月，担任中共福州市委组织部副部长兼正处级组织员。2007年8月，调任中共罗源县委副书记、罗源县人民政府代理县长。2008年1月15日，担任中共罗源县委副书记、罗源县人民政府县长。2011年2月，升任中共罗源县委书记。
2013年7月，调任中共福建工程学院党委副书记。在任期间，主张推进学校“三个文明”建设。2017年2月13日，担任中共闽江学院党委书记、研究员。2021年2月3日，不再担任闽江学院党委书记。

## 争议事件
2018年11月11日，在何代钦担任闽江学院党委书记期间，校方出台禁止外卖进入校园的规定，发现将被处分，导致学生集体抗议。事情在被舆论压制与广泛争论中发酵数日，随后校方解禁外卖。时任党委书记何代钦被指参股食堂，校方对此辟谣。